# Iordăcheanu (gmina)
Iordăcheanu – gmina w Rumunii, w okręgu Prahova. Obejmuje miejscowości Iordăcheanu, Mocești, Plavia, Străoști, Valea Cucului i Vărbila. W 2011 roku liczyła 5150 mieszkańców.